# Djoewariah

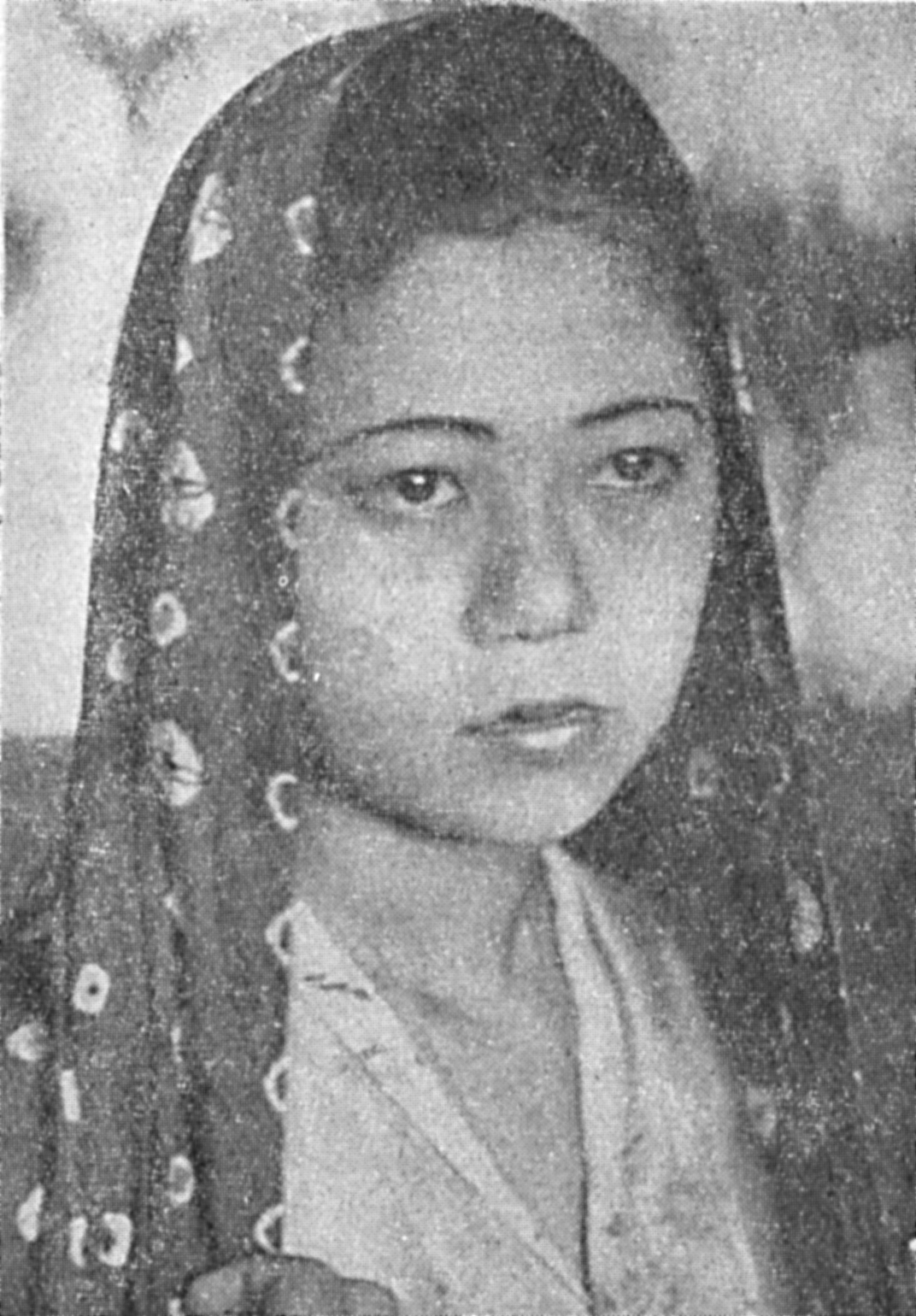
Djoewariah como Tati em Asmara Moerni

Djoewariah ou Djoeariah (Juwariah na Ortografia Aprimorada) foi uma atriz indonésia.

## Biografia
Djoewariah nasceu em Lampung e entrou para o cinema em 1940 (quando assinou com a Union Films contrato para a produção de Bajar dengan Djiwa), filme lançado em 1941, seguido por mais dois no mesmo ano com a participação de Djoewariah. Em 1954, abandonou o cinema para voltar para o teatro.